# مارسل فرانکی
مارسل فرانکی (انگلیسی: Marcel Franke؛ زادهٔ ۵ آوریل ۱۹۹۳) بازیکن فوتبال اهل آلمان است.
از باشگاه‌هایی که در آن بازی کرده‌است می‌توان به باشگاه فوتبال گروتر فورث، باشگاه فوتبال دینامو درسدن، باشگاه فوتبال هالشر، و باشگاه فوتبال هانوفر ۹۶ اشاره کرد.